# Rocco Steele
Rocco Steele (Ohio, Estados Unidos, 18 de julio de 1964) es un actor porno y director de cine estadounidense, que trabaja en el campo de la pornografía gay.

## Biografía
Nacido y criado en Ohio junto con tres hermanas. En los años 70, cuando tenía diez años de edad, sus padres se divorciaron. Después de su graduación se trasladó a Nueva York, antes de regresar a Ohio donde estudió derecho. Antes de comenzar su carrera como actor porno, trabajó durante catorce años en despachos de abogados como asistente de investigación en la Comercialización visual y desarrollo de productos. En 2012 decidió dejar su trabajo y trabajar como modelo y guía.
En 2014 comenzó su carrera como actor pornográfico. Steele es el arquetipo del daddy, con tatuajes y figura dominante con sus parejas fílmicas. Trabajó para reconocidos estudios como Lucas Entertainment, Raging Stallion, Tim Tales, Butch Dixon, Raw Fuck Club y Treasure Island Media. En la primavera de 2015 abrió su propio estudio de producción, Rocco Steele Studios.
En 2016 ganó el título de "Artista Gay del Año" en los Premios XBIZ, y al año siguiente ganó el premio al "peor Actor" en los Grabby Awards.
Steele es gay. En una entrevista admitió ser portador del virus VIH. En su juventud tuvo problemas con el alcohol y las drogas, y a partir de entonces se liberó completamente en 1998.

## Filmografía
- 2014: Bareback Perpetrators (Hot Desert Knights)
- 2014: Big Fucking Cocks (Raw JOXXX)
- 2014: Boner (Treasure Island Media)
- 2014: Craving Big Dicks (Raw Strokes Productions)
- 2014: Dicks of Steel (Raw JOXXX)
- 2014: Guard Patrol (Raging Stallion)
- 2014: Load Sharks (Dark Alley Media)
- 2014: Maximum Bareback (Raw Strokes Productions)
- 2014: Raw Fuckin’ Heat (Factory Video Productions)
- 2014: Ride Me Raw 2 (Dirty Dawg Productions)
- 2014: Sex in Bed (Ray Dragon Studios)
- 2014: Working-Class Stiff (Dragon Media)
- 2014: Bang On (Raging Stallion)
- 2015: Jump Into Rocco Steeles Breeding Party (Lucas Entertainment)
- 2015: Meet The Barebackers 4 (Ricky Raunch)
- 2015: Monster 5: Swamp Ass Breeders (Dark Alley Media)
- 2015: Ride Me Raw 3 (Dirty Dawg Productions)
- 2015: Rocco Steele and Adam Russo (Raw JOXXX)
- 2015: Rocco Steele and Nick Tiano (Raw JOXXX)
- 2015: Stuffed (Eurocreme)
- 2015: Daddy Issues (Catalina)
- 2016: Stiff Sentence (Hot House)
- 2016: Rocco Steele's Urban Legend (Dragon Media) - anche regista
- 2016: Secrets & Lies (Naked Sword)

## Reconocimientos
- 2015 - International Escort Awards
  - Mr. International Escort
- 2015 - Grabby Awards
  - Hottest Cock
  - Suirt.org Fan Favorite
- 2016 - XBIZ Awards
  - Gay Performer of the Year
- 2016 - Grabby Awards
  - Hottest Top
  - Best Duo (con Casey Everett en Daddy Issues)
- 2017 - Prowler Porn Awards
  - Best International Porn Star
- 2017 - Grabby Awards
  - Best Actor por Secrets & Lies